# Peter H. Hunt
Pour les articles homonymes, voir Peter Hunt et Hunt.
Peter H. Hunt est un réalisateur, metteur en scène et éclairagiste américain né le 19 décembre 1938 à Pasadena et mort le 26 avril 2020  à Los Angeles. Il est le demi-frère de Gordon Hunt (et donc l'oncle d'Helen Hunt)

## Filmographie sélective

### Comme réalisateur
- 1972 : 1776
- 1975 : Give 'em Hell, Harry!
- 1978 : Bully: An Adventure with Teddy Roosevelt
- 1981 : Histoire privée d'une campagne qui échoua (The Private History of a Campaign That Failed) (téléfilm)
- 1982 : Bus Stop (téléfilm)